# أيسيلد لي بيسكو
أيسيلد لي بيسكو (بالفرنسية: Isild Le Besco)‏ هي ممثلة وصانعة أفلام فرنسية ولدت في يوم 22 نوفمبر 1982 في مدينة باريس عاصمة فرنسا، هي شقيقة المخرجة مايوين وابنة الممثلة كاثرين بلخوجة وهي من أصل بريتوني وفيتنامي وجزائري وفرنسي مشترك.

## روابط خارجية
- أيسيلد لي بيسكو على موقع IMDb (الإنجليزية)
- أيسيلد لي بيسكو على موقع ألو سيني (الفرنسية)
- أيسيلد لي بيسكو على موقع أول موفي (الإنجليزية)
- أيسيلد لي بيسكو على موقع قاعدة بيانات الأفلام السويدية (السويدية)
- أيسيلد لي بيسكو على موقع قاعدة بيانات الفيلم (الإنجليزية)
- أيسيلد لي بيسكو على موقع كينوبويسك (الروسية)